# Симолин
Симолин (Simolin) — остзейский баронский род, который выводил своё происхождение от семиградских князей Батори де Сомлио.

## Происхождение и история рода
Симолины происходят от финского пастора в Турку (Або) Матиаса Михаэля Симолина (ок. 1684—1753), сыновья которого Карл (1715—1777), русский министр-резидент в Митаве, и Иоанн-Матиас (1720—1799), русский посланник в Копенгагене, Стокгольме, Лондоне и Париже, получили в 1776 г. баронское достоинство от короля польского. Барон Александр-Гейнрих-Ульрих Баторий-Симолин жалован дипломом на подтверждение в баронском достоинстве на основании Определения Правительствующего Сената от 06.09.1867
Барон Александр Симолин (1800—1860), камергер, известный генеалог балтийского дворянства, издал несколько родословий и оставил большое собрание рукописных материалов. Род Симолин внесён в дворянский матрикул курляндского дворянства.

## Описание герба
Неутверждённый
В 1-й и 4-й частях по руке из облаков, держащей цветок, во 2-й и 3-й по коронованной орлиной голове. В малом коронованном щитке слева вертикально полоса с острыми зубьями вправо.
Нашлемник — корона с 7 шишечками, на ней два взлетающих коронованных орла, в середине поднятая вверх рука держит цветок, между двух орлиных крыльев. Щитодержатель — ангел с лавровой ветвью стоит на попранном змее, на спине чудовища крест. Девиз: SZABAT ES HIV.